# دونكان فري
دونكان فري (بالإنجليزية: Duncan Free)‏ هو مجدف أسترالي، ولد في 25 مايو 1973 في هوبارت في أستراليا.

## وصلات خارجية
- دونكان فري على موقع الاتحاد الدولي للتجديف (الإنجليزية)
- دونكان فري على موقع اللجنة الأولمبية الدولية (الإنجليزية)
- دونكان فري على موقع أوليمبيديا (الإنجليزية)
- دونكان فري على موقع اللجنة الأولمبية الأسترالية (الإنجليزية)